# Victor Berco
Victor Berco (Bălți, 20 aprile 1979) è un ex calciatore moldavo, di ruolo attaccante.

## Palmarès

### Club

#### Competizioni nazionali
- Campionato austriaco: 1

Sturm Graz: 1998-1999
- Coppa d'Austria: 1

Sturm Graz: 1998-1999
- Campionato moldavo: 1

Zimbru Chisinau: 1999-2000